# Van Coothplein

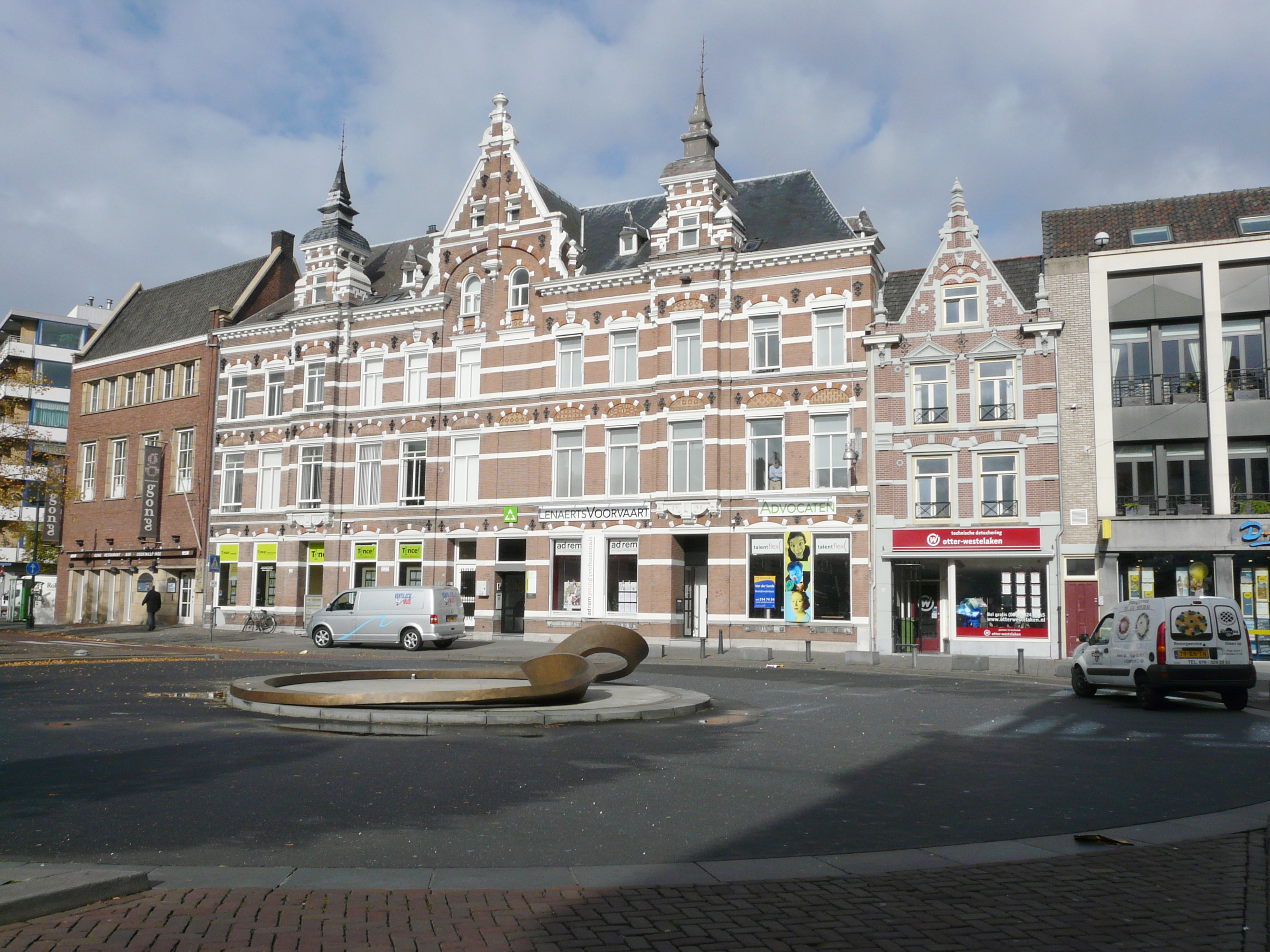
Van Coothplein

Het Van Coothplein is een oud plein en straat in de binnenstad van Breda.
De vroegere naam van het van Coothplein was Wapenplein bij de Ginnekenpoort, een van de drie stadspoorten van Breda.
Het ligt aan het einde van de winkelstraat de Ginnekenstraat en de Nieuwe Ginnekenweg. Er zijn diverse monumentale panden, winkels en enkele horecabedrijven.
Verder ligt er de voormalige stadsschouwburg Concordia, waarin achter de voorgevel tegenwoordig woningen gevestigd zijn. Ook is er de voormalige bioscoop het Rijksmonument het Grand Theater gevestigd. In augustus vindt hier het jaarlijkse muziekevenement Tranen van Van Cooth plaats.
Op de rotonde staat het kunstwerk Kalypso van Iris Bouwmeester, een bronzen stoeprand die het verkeerseiland op het plein omspant. Het is gebaseerd op de mythe van Kalypso, uit Homerus' Odyssee.

## Geschiedenis
Nabij het van Coothplein van de stadspoort de Ginnekenpoort tussen de bastions Noord en Chassé met de molen De Vier Winden (afgebroken in 1912) op de huidige plaats van het Grand Theater. Tot in de jaren zestig was links van de poort het molenaarshuis. Via een dam, ter hoogte van de huidige Nieuwe Ginnekenstraat, was de Ginnekenpoort te bereiken. In zuidelijke richting kwam deze dam uit op het ravelijn Greve. Vandaar sloot de weg aan op de Straatweg naar Ginneken.
Vroeger was nabij het van Coothplein ook de windkorenmolen Het Fortuijn, gebouwd als watermolen in 1612, en de in 1886 gebouwde Ambachtsschool gevestigd.
Ook ging de paardentram van de Ginnekensche Tramweg Maatschappij over het plein richting station Breda.
Het plein is vernoemd naar Dr. Leopoldus Franciscus Wilhelmus van Cooth (1814-1880), medisch dokter (erepenning van de stad Breda in 1854 voor zijn inzet tijdens de cholera-epidemie), die na zijn overlijden op 17 november 1880 een bedrag groot 235.000.-- gulden naliet aan de stad Breda ter bevordering van het ambachtelijk onderwijs.

## Galerij

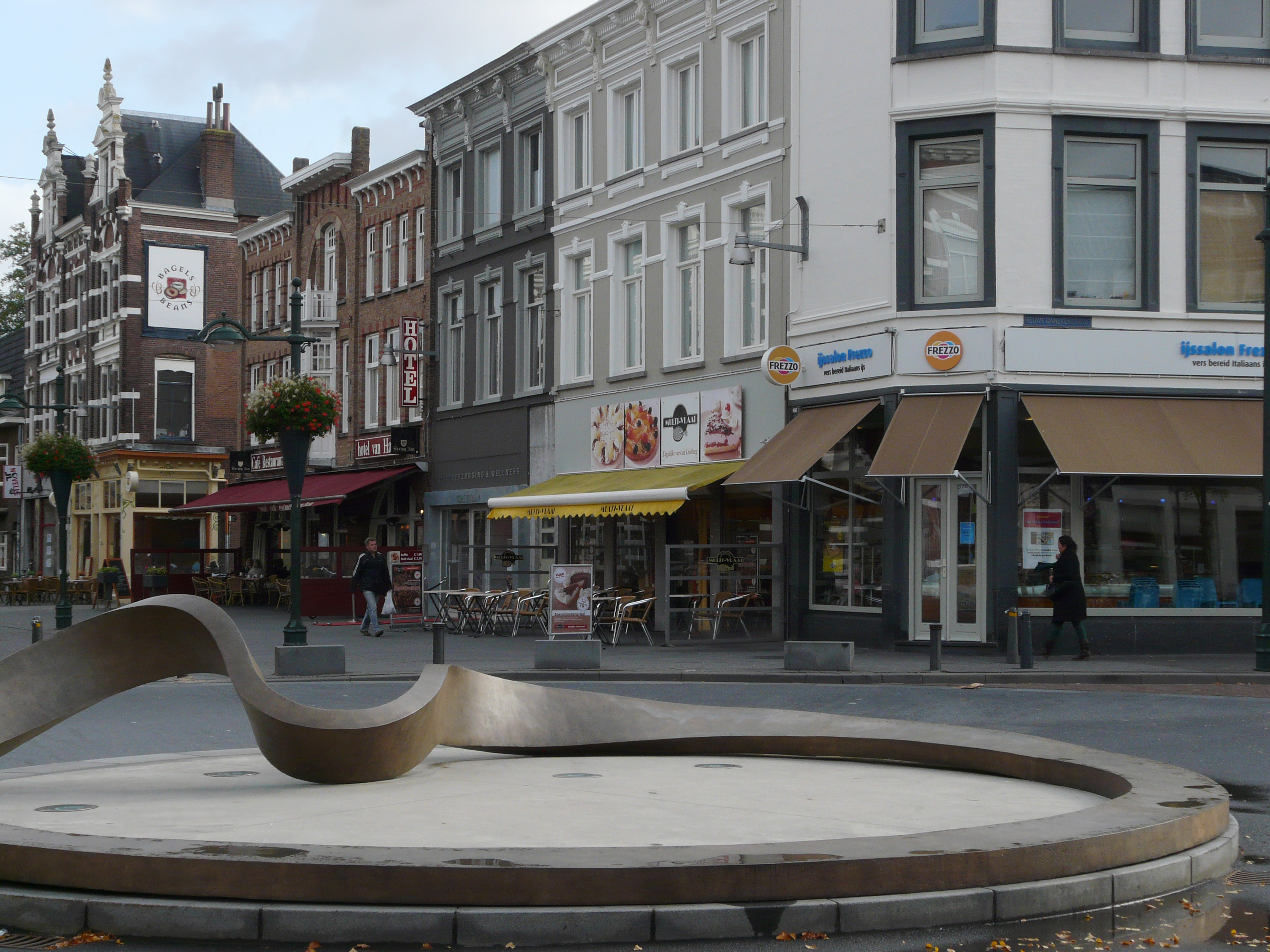
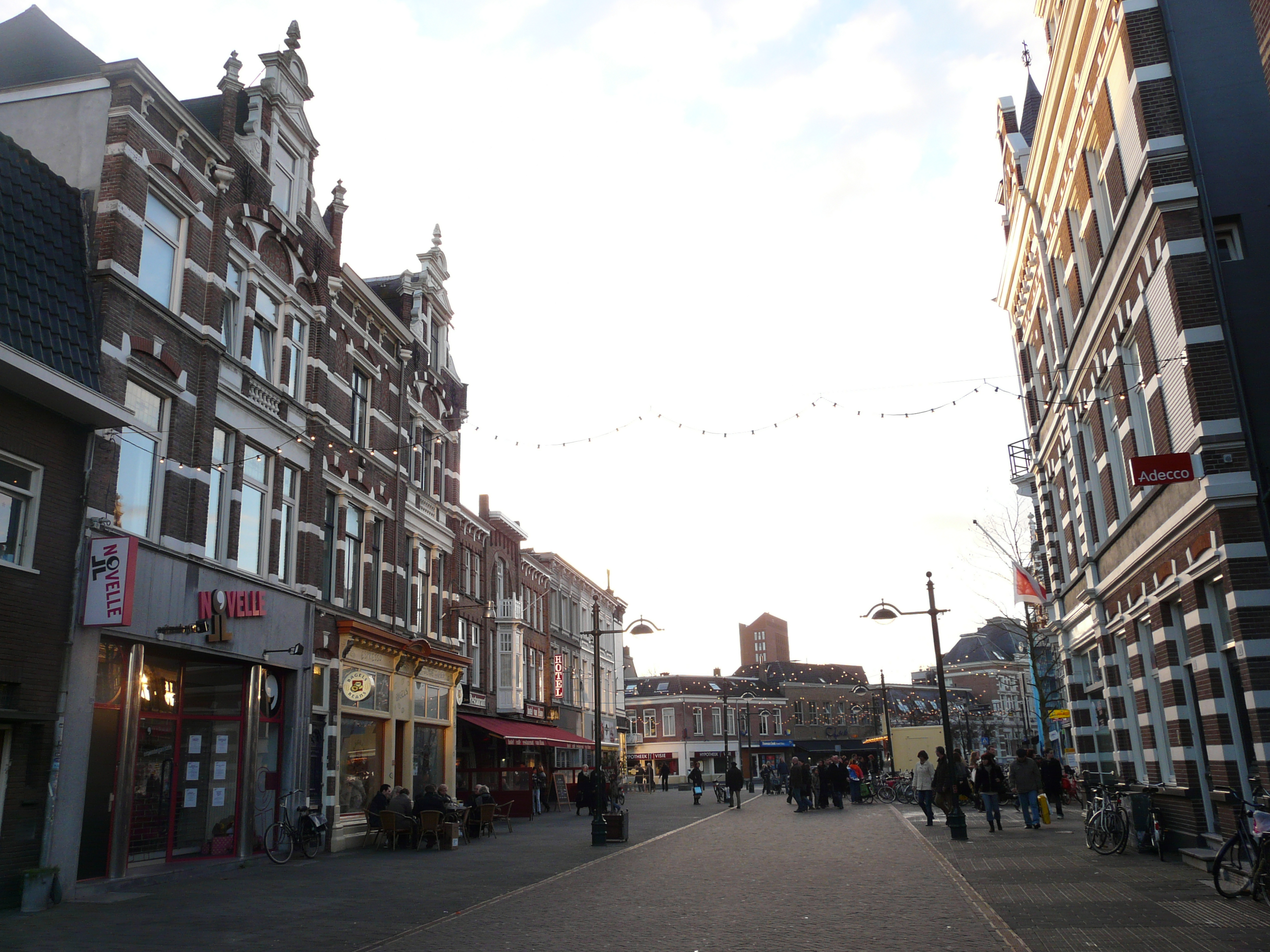
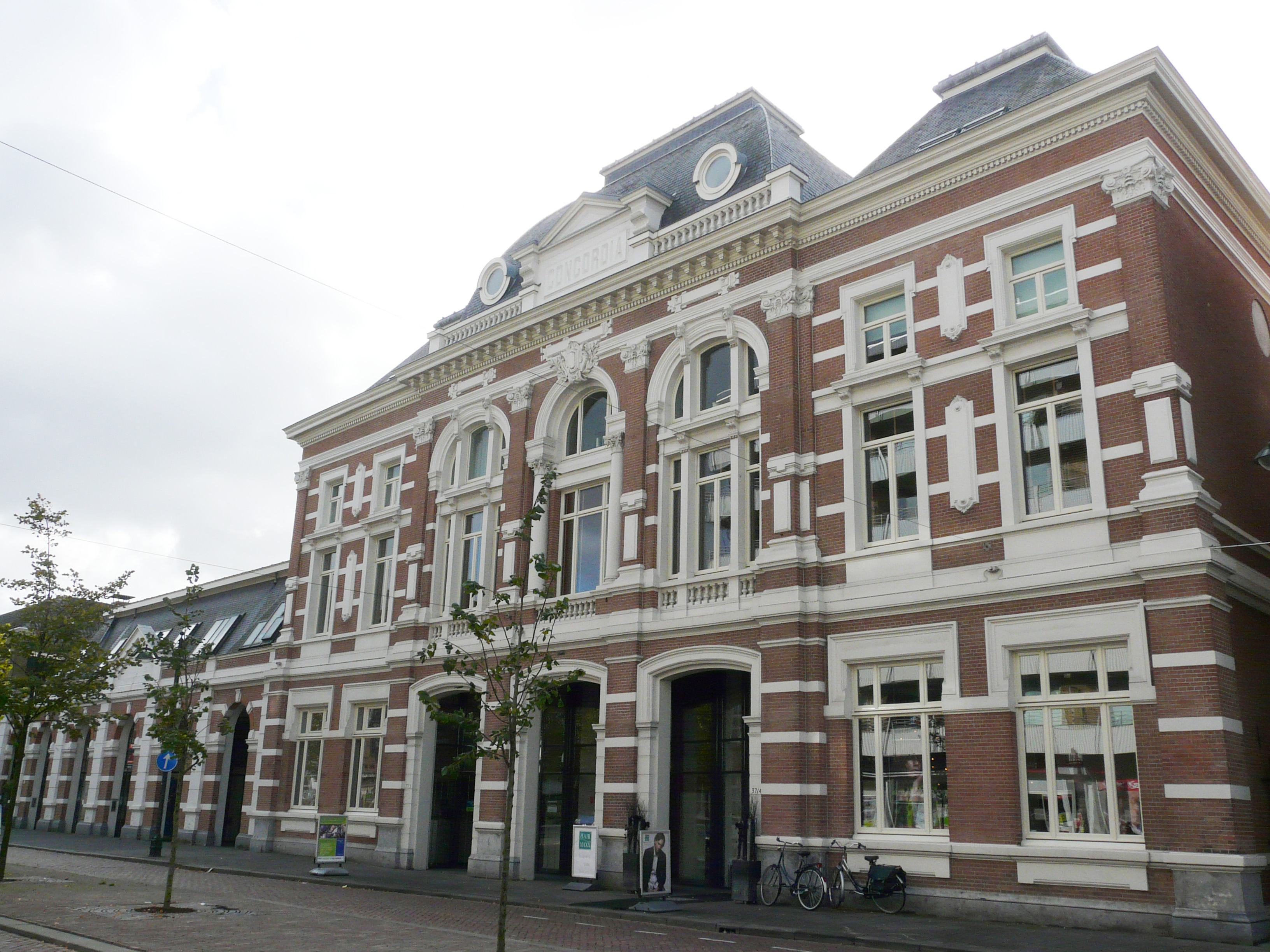
Voormalige stadsschouwburg Concordia
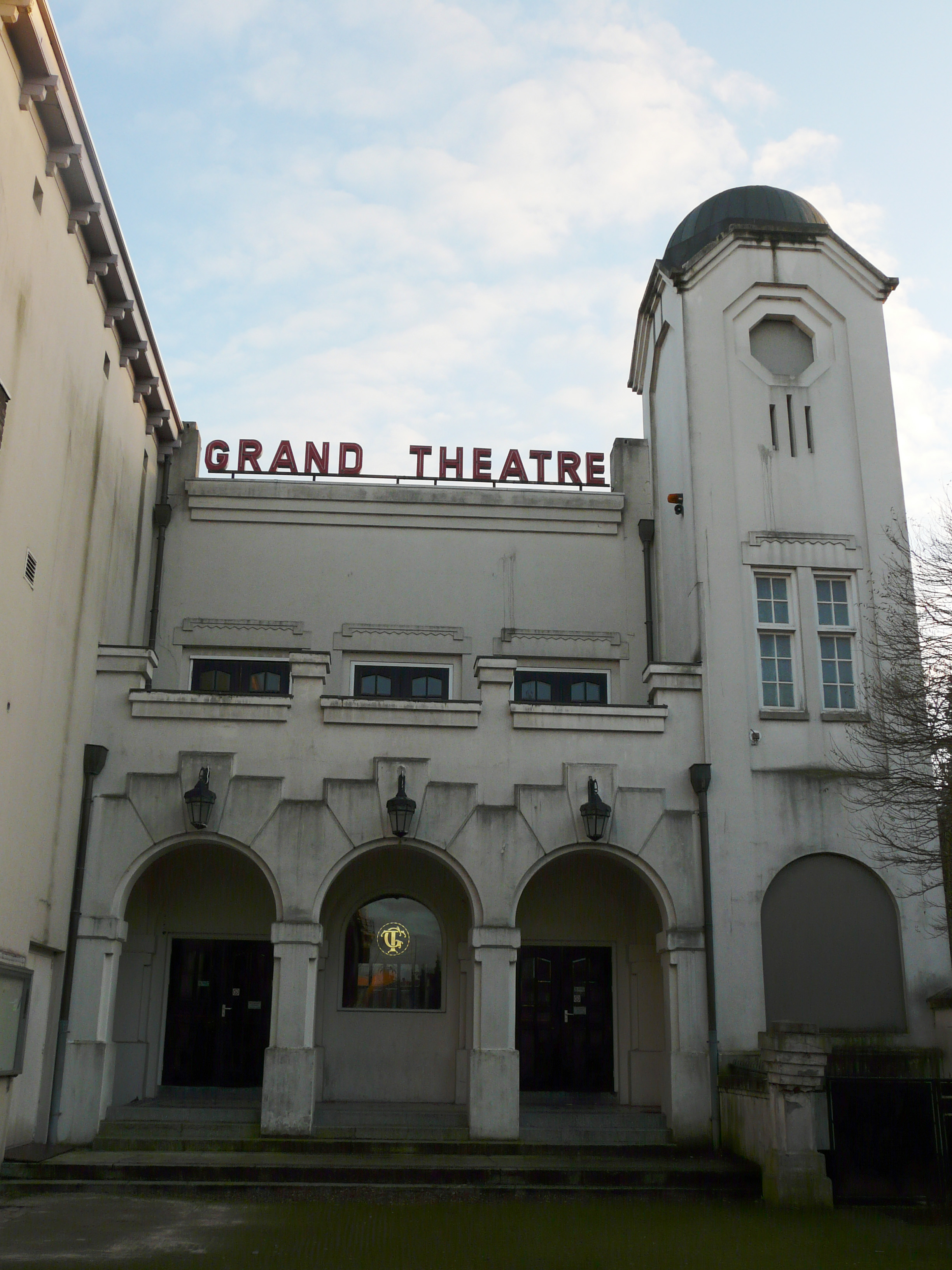
Grand theater
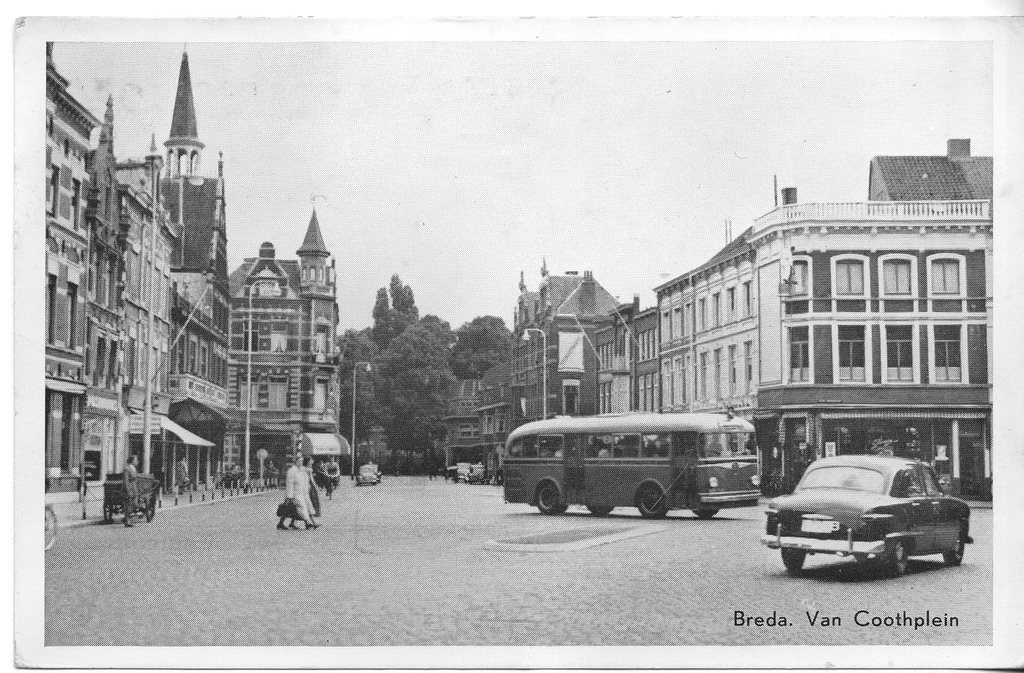
Van Coothplein jaren 50-60